# 18745 San Pedro
18745 San Pedro este un asteroid din centura principală de asteroizi.

## Descriere
18745 San Pedro este un asteroid din centura principală de asteroizi. A fost descoperit pe 23 ianuarie 1999 la Caussols, în cadrul proiectului ODAS. Asteroidul prezintă o orbită caracterizată de o semiaxă mare de 2,60 ua, o excentricitate de 0,10 și o înclinație de 15,0° în raport cu ecliptica.